# Томаевы
Тома́евы (осет. Томайтæ, Томæтæ, груз. თომაშვილი [Томашвили]) — осетинская фамилия.

## Антропонимика
Из тюркского томай — ‘молчаливый, неразговорчивый’.

## Происхождение
В большинстве родословных Томаевы своим местом первопоселения называют высокогорный аул Кора в Куртатинском ущелье. В прошении поданном Асланбеком и Татарканом Томаевыми в Комитет, учрежденный для разбора сословно-поземельных прав горцев Кубанской и Терской областей, подчеркивалось: «фамилия Томаевых пользовалась и пользуется среди всех окружающих обществ неопровержимым дворянским достоинством. Действительность эту могут подтвердить все окружающие нас общества, как то: баделята, тагаурцы, нарцы, куртатинцы и алагирцы. Предки наши всегда служили верою и правдою как грузинским царям, так впоследствии и великим государям российским, почему за таковую службу наших предков фамилия наша пользовалась истинным дворянским достоинством не в глазах одних только осетин, но в глазах как грузинских, так и российских царей. Получили наши предки различные грамоты от сказанного правительства, но все таковые наши подлинные документы были потребованы у нас в Тифлисское дворянское депутатское собрание».

## Генеалогия
Арвадалта
Родственными фамилиями (осет. æрвадæлтæ) Томаевых являются Бекузаровы и Дзгоевы.
Генетическая генеалогия
276903 — Tomaev — G2a1a1a1b1a (DYS505=9, YCAII=19,21, DYS438=9, DYS391=9, DYS455=12)
23andMe — Томаев Алан — G-FGC705 # U1b